# EnBW Energie Baden-Württemberg
EnBW Energie Baden-Württemberg AG (EnBW) is een Duits energiebedrijf met zijn hoofdvestiging in Karlsruhe. Het bedrijf is na E.ON en RWE het derde grootste energiebedrijf in Duitsland.
EnBW komt voort uit twee bedrijven: Badenwerk AG en Energieversorgung Schwaben AG (EVS) en is op 1 januari 1997 opgericht. Dochteronderneming TransnetBW is netbeheerder in het westen van Zuid-Duitsland. EnBW Kernkraft Gmbh is een dochteronderneming die verschillende kerncentrales beheert. Tussen 2005 en 2010 was EnBW de hoofdsponsor van VfB Stuttgart.